# Kristian Blummenfelt
Kristian Blummenfelt (14 de fevereiro de 1994) é um triatleta profissional norueguês.

## Carreira

### Rio 2016
Kristian Blummenfelt competiu nos Jogos Olímpicos do Rio 2016, ficando em 13º lugar com o tempo de 1:47.31.

### Tokyo 2020
A 26 de julho de 2021, Blummenfelt foi medalha de ouro na prova de triatlo masculino dos Jogos Olímpicos de 2020 em Tokyo, com a marca de 1:45:04.